# Théorème de Liouville (variable complexe)
Pour les articles homonymes, voir Théorème de Liouville.

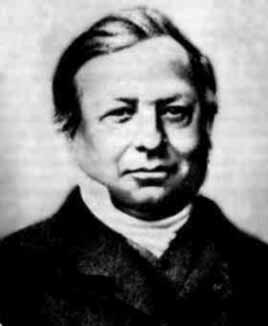
Joseph Liouville.

En analyse complexe, le théorème de Liouville est un résultat portant sur les fonctions entières (les fonctions holomorphes sur tout le plan complexe). Alors qu'il existe un grand nombre de fonctions infiniment dérivables et bornées sur la droite réelle, le théorème de Liouville affirme que toute fonction entière bornée est constante.

Ce théorème est dû à Cauchy. Ce détournement est l'œuvre d'un élève de Liouville qui prit connaissance de ce théorème aux cours lus par ce dernier.

## Énoncé
Le théorème de Liouville s'énonce ainsi :
Théorème de Liouville — Si f est une fonction définie et holomorphe sur tout le plan complexe, alors f est constante dès lors qu'elle est bornée.
Ce théorème peut être amélioré :
Théorème — Si f est une fonction entière à croissance polynomiale de degré au plus k, au sens où :
{\displaystyle \exists (A,B)\in (\mathbb {R} _{+})^{2},\ \forall z\in \mathbb {C} ,\quad |f(z)|\leq A+B|z|^{k}}
alors f est une fonction polynomiale de degré inférieur ou égal à k.
Le théorème peut être démontré en utilisant la formule intégrale de Cauchy pour montrer que la dérivée complexe de f est identiquement nulle, mais ce n'est pas ainsi que Liouville l'a démontré ; et plus tard Cauchy disputa à Liouville la paternité du résultat. Les historiens [Qui ?] estiment cependant qu'il n'y a pas là manifestation de la loi de Stigler : Cauchy aurait pu facilement le démontrer avant Liouville mais ne l'a pas fait.
Le théorème est considérablement amélioré par le petit théorème de Picard, qui énonce que toute fonction entière non constante prend tous les nombres complexes comme valeurs, à l'exception d'au plus un point.

## Applications

### Théorème de d'Alembert-Gauss
Le théorème de d'Alembert-Gauss (ou encore théorème fondamental de l'algèbre) affirme que tout polynôme complexe non constant admet une racine. Autrement dit, le corps des nombres complexes est algébriquement clos. Ce théorème peut être démontré en utilisant des outils d'analyse, et en particulier le théorème de Liouville énoncé ci-dessus, voir l'article détaillé pour la démonstration.

### Étude de la sphère de Riemann
En termes de surface de Riemann, le théorème peut être généralisé de la manière suivante : si M est une surface de Riemann parabolique (le plan complexe par exemple) et si N est une surface hyperbolique (un disque ouvert par exemple), alors toute fonction holomorphe f : M → N doit être constante.

### Fonctions elliptiques
Il est aussi utilisé pour établir qu'une fonction elliptique sans pôles est constante ; c'est d'ailleurs cela que Liouville avait primitivement établi.